# Томино (сыр)
Томино (итал. Tomino) — сыр итальянского происхождения. Распространён в Пьемонтской кухне.

## Приготовление
Сыр готовится из коровьего молока или смеси коровьего и козьего молока. Молоко нагревается до температуры кипения, затем остывает и разрезается на кусочки. В Валь-Кисоне молоко разливается по маленьким глиняным ёмкостям.
Если сыр свежий, то текстура мягкая, влажная и белая. При выдержке корка тонкая.

## Употребление

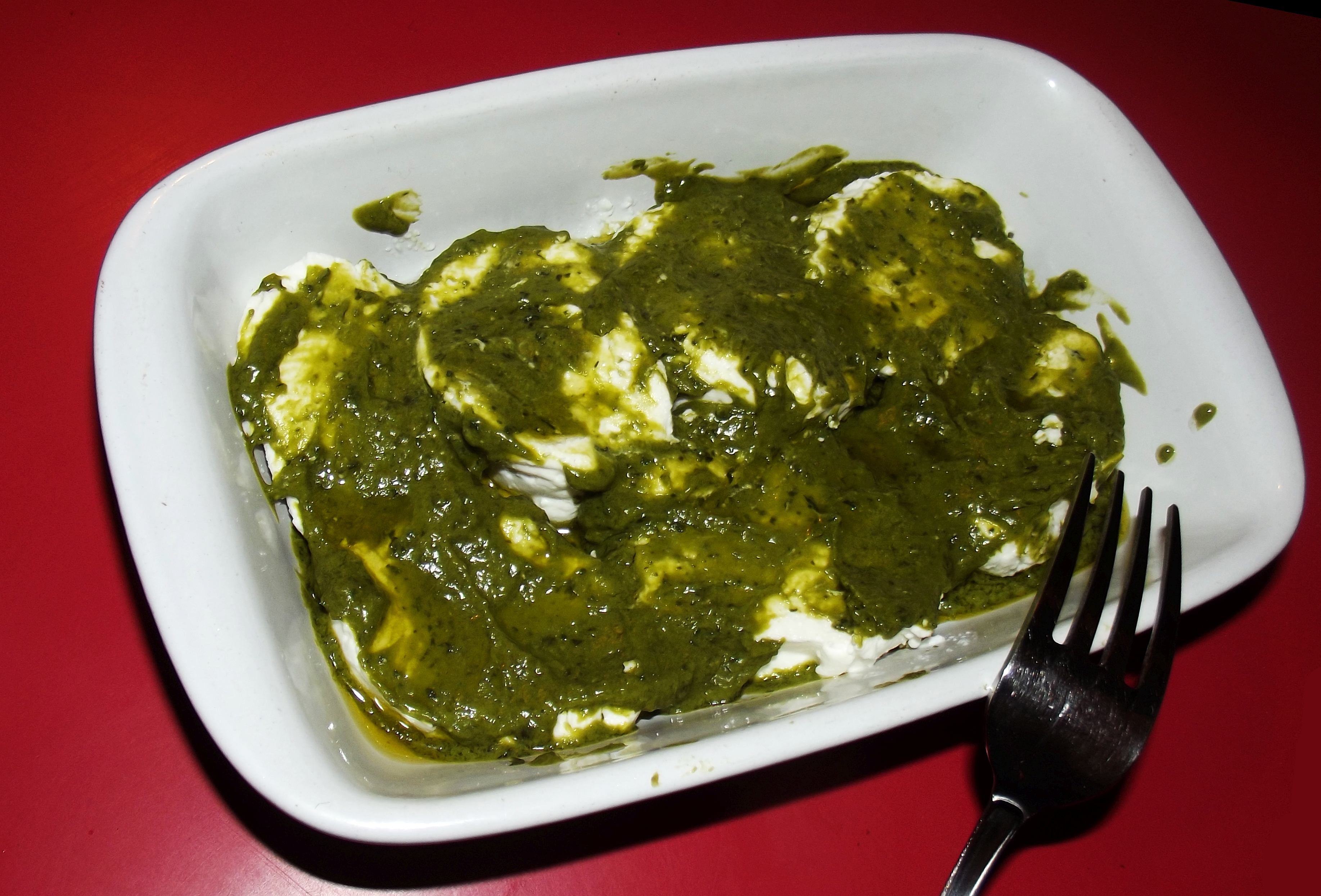
Сыр с соусом

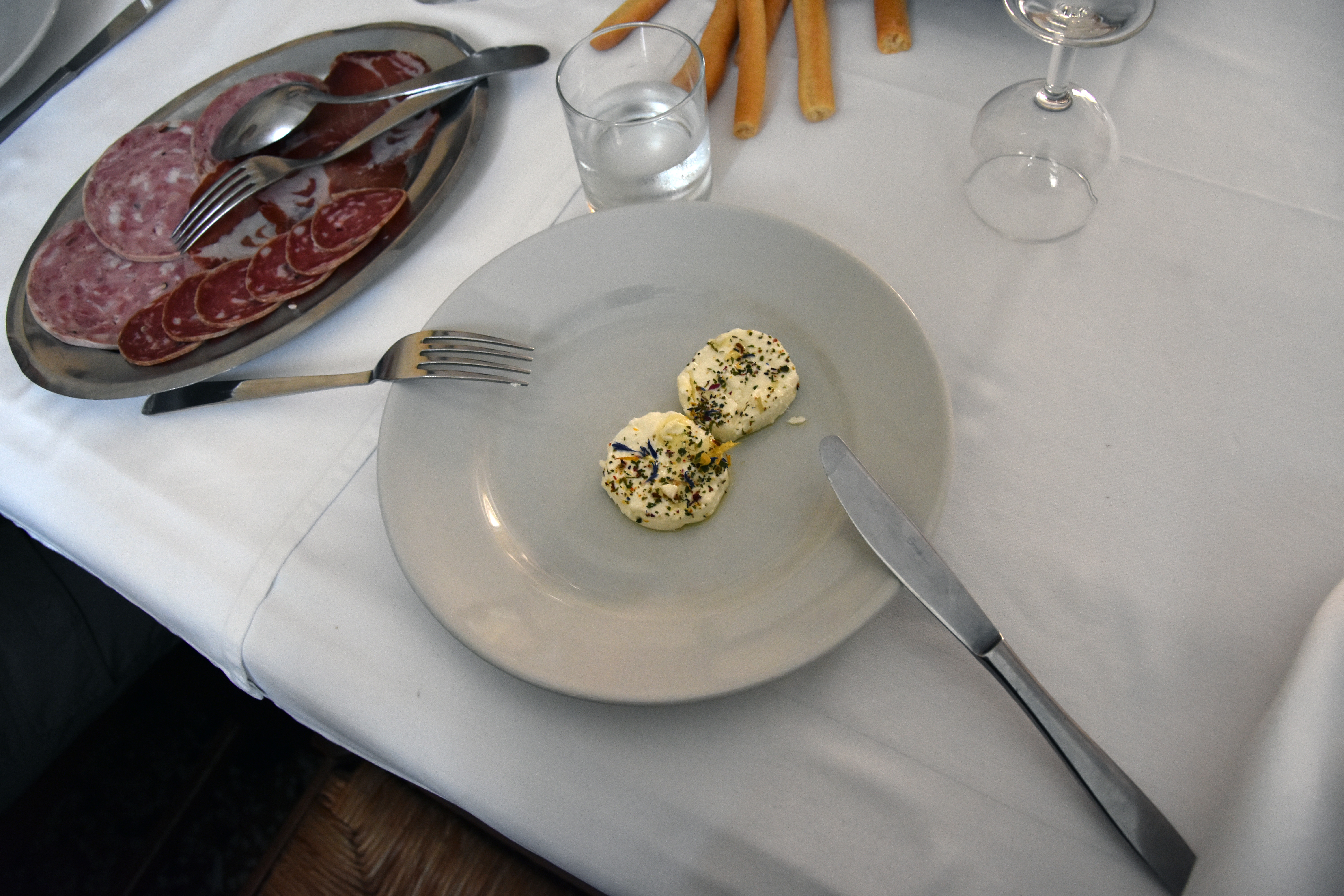
Томино с приправой

Сыр употребляется свежим, маринованным в масле, со специями и приправами. В Пьемонте часто употребляется вместе с соусом Баньет верд и красным перцем в качестве приправы.
Приправленный сыр имеет стойкий и проникающий запах, особенно если разогрет на сковороде.
Свежий сыр распространён в качестве прикуски.

## Разновидности
Сыр томино официально включён в список традиционных итальянских продуктов. Там же зарегистрировано 11 разновидностей сыра:
- Томино-ди-Казальборгоне
- Сухой канавезский томино
- Свежий канавезский томино
- Томино-дель-Бот
- Томино-делле-Валли-Салуццеси
- Томино-ди-Мелле
- Томино-ди-Ривальта
- Томино-ди-Сан-Джакомо-ди-Бовес
- Томино-ди-Саронселла
- Томино-ди-Сордеволо
- Томино-ди-Талукко[итал.]